# Castelo de Montaiguillon

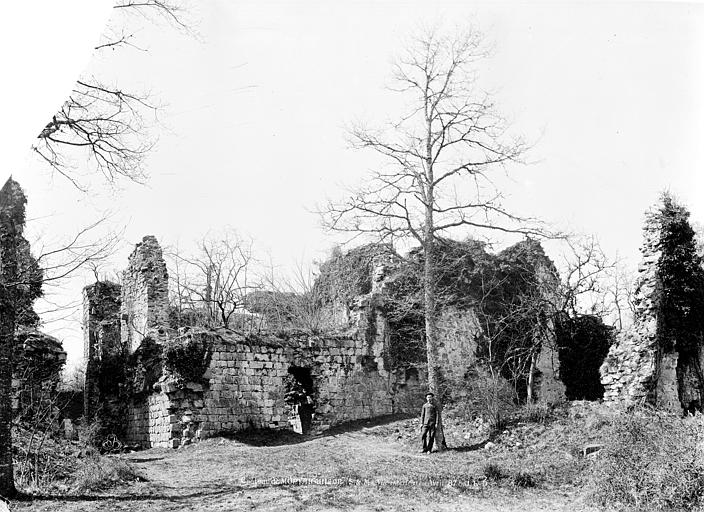
As ruínas do Château de Montaiguillon

O Château de Montaiguillon é um castelo em ruínas na comuna de Louan-Villegruis-Fontaine na Seine-et-Marne, na França.
O castelo data do século XII. Parcialmente arruinado e abandonado, é actualmente uma propriedade privada. Está classificado desde 1875 como monumento histórico pelo Ministério da Cultura da França.